# 로케트가의 유령
《로케트가의 유령》(Elly & Jools, 엘리 앤드 줄스)은 1990년에 오스트레일리아에서 어린이를 대상으로 방영한 미니시리즈이다.

## 줄거리
줄스 가족은 도시에서 시골의 한적한 마을로 이사를 오게 된다. 워털루 크릭이라는 이름의 마을은 여러 가지 전설이 많이 내려오는 곳이다. 줄스가 이사온 집은 엘리라는 소녀유령이 붙어 있는 곳이었는데, 줄스외의 다른 가족에게는 그녀의 모습이 보이지 않는다. 유령 엘리와 친구가 된 줄스는 그녀가 왜 살해되었는지 미스테리를 추적한다.